# Kanton Bugey savoyard

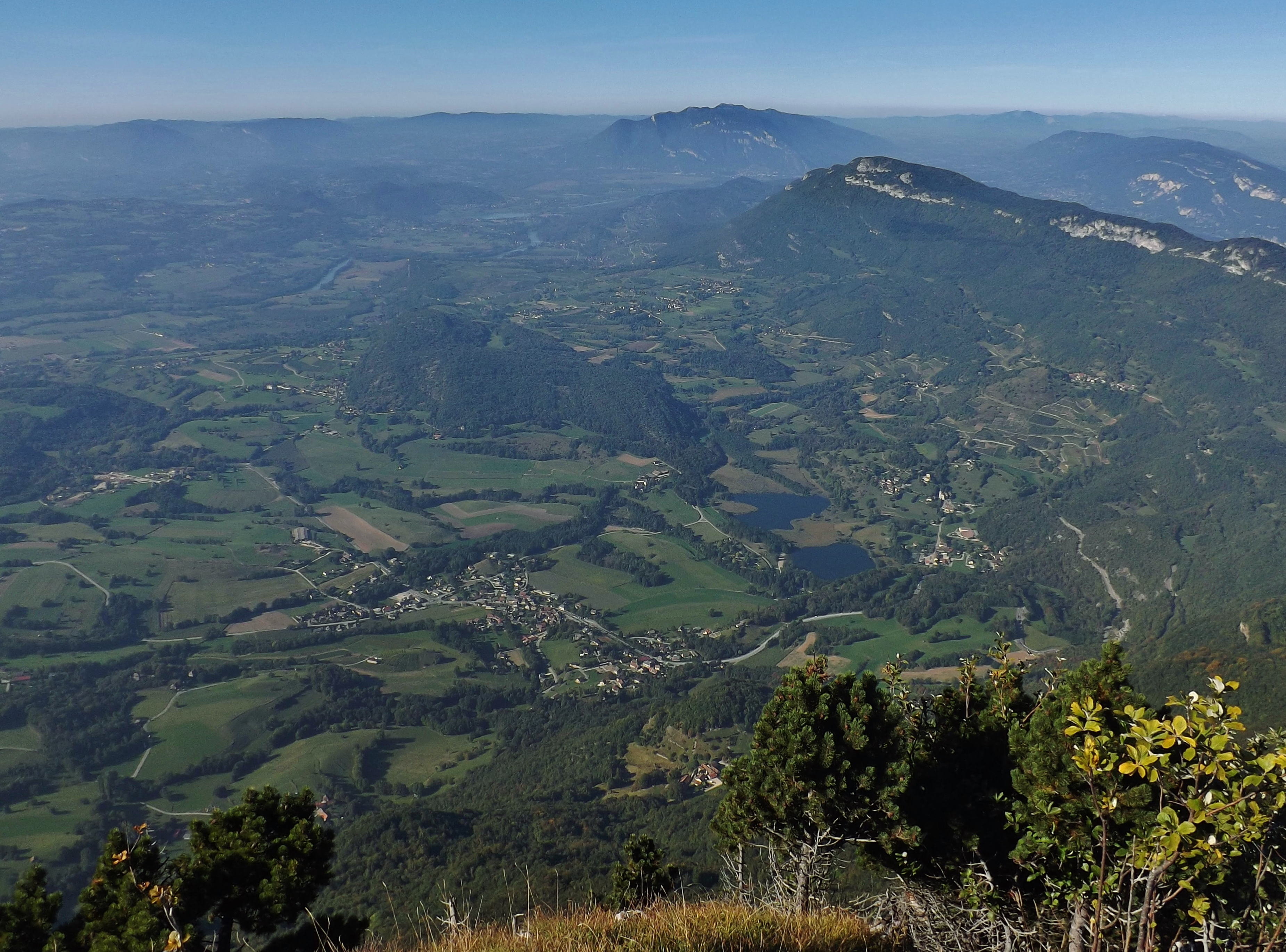
Luftansicht eines Großteils des Kantons

Der Kanton Bugey savoyard ist ein französischer Wahlkreis im Département Savoie in der Region Auvergne-Rhône-Alpes. Er umfasst 30 Gemeinden im Arrondissement Chambéry. Durch die landesweite Neuordnung der französischen Kantone wurde er 2015 neu geschaffen mit Yenne als Hauptort (frz.: bureau centralisateur). Er ersetzte die drei ehemaligen Kantone Ruffieux (8 Gemeinden), Saint-Genix-sur-Guiers (10 Gemeinden) und Yenne (14 Gemeinden).

## Gemeinden
Der Kanton besteht aus 30 Gemeinden und Gemeindeteilen mit insgesamt 20.649 Einwohnern (Stand: 2022) auf einer Gesamtfläche von 289,90 km²:
| Gemeinde                 | Einwohner 1. Januar 2022 | Fläche km² | Dichte Einw./km² | Code INSEE | Postleitzahl |
| ------------------------ | ------------------------ | ---------- | ---------------- | ---------- | ------------ |
| Avressieux               | 534                      | 8,07       | 66               | 73025      | 73240        |
| Billième                 | 262                      | 5,98       | 44               | 73042      | 73170        |
| Champagneux              | 671                      | 10,68      | 63               | 73070      | 73240        |
| Chanaz                   | 551                      | 6,75       | 82               | 73073      | 73310        |
| Chindrieux               | 1.488                    | 16,42      | 91               | 73085      | 73310        |
| Conjux                   | 216                      | 1,70       | 127              | 73091      | 73310        |
| Gerbaix                  | 445                      | 6,91       | 64               | 73122      | 73470        |
| Jongieux                 | 284                      | 6,43       | 44               | 73140      | 73170        |
| La Balme                 | 356                      | 9,40       | 38               | 73028      | 73170        |
| La Chapelle-Saint-Martin | 146                      | 2,57       | 57               | 73078      | 73170        |
| Loisieux                 | 224                      | 9,33       | 24               | 73147      | 73170        |
| Lucey                    | 290                      | 6,14       | 47               | 73149      | 73170        |
| Marcieux                 | 237                      | 4,40       | 54               | 73152      | 73470        |
| Meyrieux-Trouet          | 337                      | 11,05      | 30               | 73156      | 73170        |
| Motz                     | 467                      | 9,04       | 52               | 73180      | 73310        |
| Novalaise                | 2.243                    | 16,26      | 138              | 73191      | 73470        |
| Ontex                    | 92                       | 4,62       | 20               | 73193      | 73310        |
| Rochefort                | 250                      | 5,60       | 45               | 73214      | 73240        |
| Ruffieux                 | 808                      | 13,21      | 61               | 73218      | 73310        |
| Saint-Genix-les-Villages | 3.028                    | 25,45      | 119              | 73236      | 73240        |
| Saint-Jean-de-Chevelu    | 837                      | 12,72      | 66               | 73245      | 73170        |
| Saint-Paul               | 750                      | 13,25      | 57               | 73269      | 73170        |
| Saint-Pierre-d’Alvey     | 309                      | 7,70       | 40               | 73271      | 73170        |
| Saint-Pierre-de-Curtille | 488                      | 9,75       | 50               | 73273      | 73310        |
| Sainte-Marie-d’Alvey     | 128                      | 2,61       | 49               | 73254      | 73240        |
| Serrières-en-Chautagne   | 1.161                    | 16,04      | 72               | 73286      | 73310        |
| Traize                   | 336                      | 9,48       | 35               | 73299      | 73170        |
| Verthemex                | 240                      | 9,28       | 26               | 73313      | 73170        |
| Vions                    | 426                      | 5,70       | 75               | 73327      | 73310        |
| Yenne                    | 3.045                    | 23,36      | 130              | 73330      | 73170        |
| Kanton Bugey savoyard    | 20.649                   | 289,90     | 71               | 7306       | –            |

## Veränderungen im Gemeindebestand seit der landesweiten Neuordnung der Kantone
2019: Fusion Gresin, Saint-Genix-sur-Guiers,  und Saint-Maurice-de-Rotherens → Saint-Genix-les-Villages

## Politik
| Vertreter im Départementsrat | Vertreter im Départementsrat | Vertreter im Départementsrat |
| Amtszeit                     | Namen                        | Partei                       |
| ---------------------------- | ---------------------------- | ---------------------------- |
| 2015–                        | Gaston Arthaud-Berthet       | LR                           |
| 2015–                        | Marie-Claire Barbier         | DVD                          |